# Union City (Oklahoma)
Union City é uma cidade  localizada no estado norte-americano de Oklahoma, no Condado de Canadian.

## Demografia
Segundo o censo norte-americano de 2000, a sua população era de 1375 habitantes.
Em 2006, foi estimada uma população de 1397, um aumento de 22 (1.6%).

## Geografia
De acordo com o United States Census Bureau tem uma área de
153,3 km², dos quais 152,9 km² cobertos por terra e 0,4 km² cobertos por água. Union City localiza-se a aproximadamente 403 m acima do nível do mar.

## Localidades na vizinhança
O diagrama seguinte representa as localidades num raio de 20 km ao redor de Union City.